# Hybocodon unicus
Hybocodon unicus is een hydroïdpoliep uit de familie Tubulariidae. De poliep komt uit het geslacht Hybocodon. Hybocodon unicus werd in 1902 voor het eerst wetenschappelijk beschreven door Browne. 